# Nymphoides milnei
Nymphoides milnei är en vattenklöverväxtart som beskrevs av A. Raynal. Nymphoides milnei ingår i släktet sjögullssläktet, och familjen vattenklöverväxter. Inga underarter finns listade i Catalogue of Life.